# Isodiscaceae
Famille
Les Isodiscaceae sont une famille d'algues de l'embranchement des Bacillariophyta (Diatomées), de la classe des Coscinodiscophyceae et de l’ordre des Triceratiales.

## Étymologie
Le nom de la famille vient du genre type Isodiscus, dérivé du grec ἴσος / isos, « égal (en nombre, force, longueur... »), et du suffixe -disc, disque, sans doute en référence au très régulier « maillage » observé à la périphérie des valves, notamment, dans l'espèce, Isodiscus coronalis, telle une couronne.

## Distribution
Isodiscus est tun genre fossile observé notamment en Nouvelle et dans l'île Barbade.

## Liste des genres
Selon AlgaeBase (1er août 2022) :
- Isodiscus J.Rattray, 1888

## Systématique
Le nom correct complet (avec auteur) de ce taxon est Isodiscaceae P.A.Sims, 2004.

## Publication originale
- Sims, P.A. (2004). Isodiscus Rattray: a problematic fossil marine genus. Diatom. The Japanese Journal of Diatomology 20:  67-78.